# Rahm

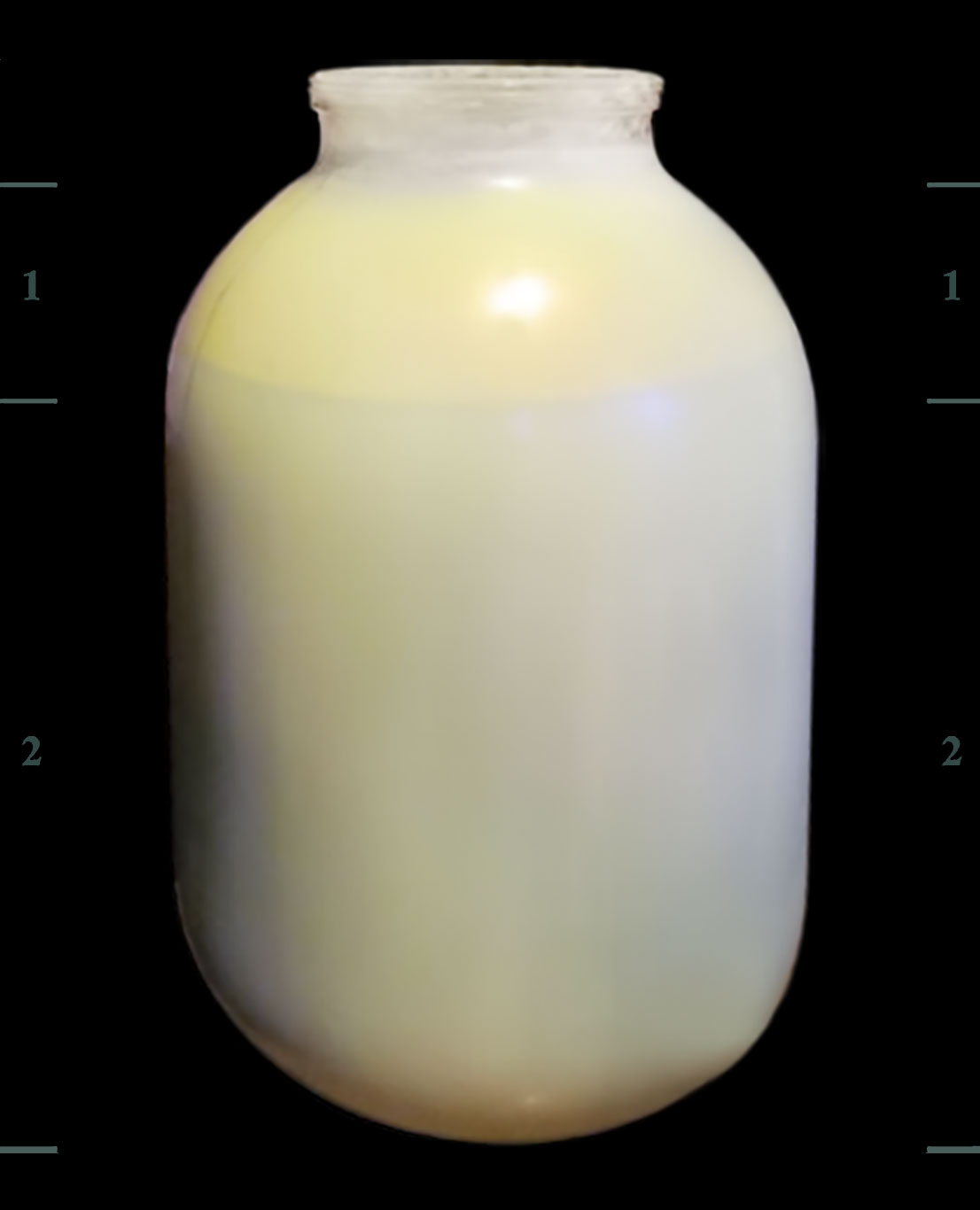
Flasche mit Rohmilch, auf der Rahm aufschwimmt

Als Rahm bzw. im bundesdeutschen Hochdeutsch auch Sahne, im österreichischen Hochdeutsch auch Obers und im Schweizer Hochdeutsch auch Nidel wird die fetthaltige Phase der Milch bezeichnet, die beim Stehenlassen ungesäuerter Rohmilch natürlich an der Oberfläche aufschwimmt oder aus Rohmilch abzentrifugiert werden kann. Die Bezeichnungen sind regional unterschiedlich und werden zum Teil auch nicht einheitlich verwendet.
Sahne ist physikalisch gesehen eine Emulsion von Milchfett in Wasser (die daraus hergestellte Butter ist dagegen eine Emulsion von Wasser in Milchfett). Neben der grundsätzlichen Unterscheidung von ungesäuerter und gesäuerter Sahne gibt es eine Reihe weiterer Sahneerzeugnisse wie Schmand oder Crème fraîche, die sich vor allem in ihrem Fettgehalt unterscheiden.

## Herstellung von Rahm und Rahmprodukten
Sahne entsteht durch Aufrahmen der Milch. Hierbei entmischt sich die Milch, indem die emulgierten Milchfettemulsionstropfen aufgrund der geringeren Dichte an die Oberfläche steigen und dort als Rahm aufschwimmen, der als solcher abgeschöpft werden kann; Magermilch setzt sich als dichtere Phase unten ab. Voraussetzung des natürlichen Aufrahmens ist, dass die Milch nicht homogenisiert wurde, da hierdurch die Fettkügelchen zerkleinert und neu strukturiert werden, was das Aufrahmen verlangsamt.
In der Regel wird Rahm heute nicht mehr durch Aufrahmen, sondern durch Zentrifugieren gewonnen. Hierbei wird das Milchfett so weit wie möglich abgetrennt, so dass die verbleibende Magermilch nur noch einen Fettgehalt von 0,03 % bis 0,06 % hat. Der gewünschte Fettgehalt des Enderzeugnisses wird durch Rückmischung beider Erzeugnisse erreicht. Waren, die die Bezeichnung Sahne oder Rahm tragen, müssen einen Mindestfettgehalt von 10 % aufweisen.
Sahne enthält gegenüber Milch weniger Milcheiweiß, dafür mehr Fett und fettlösliche Vitamine. Sie ist Ausgangserzeugnis für die Butter- und Käseherstellung, wird aber auch „süß“ oder gesäuert frisch in der Küche verwendet.

## Milchprodukte aus ungesäuertem Rahm

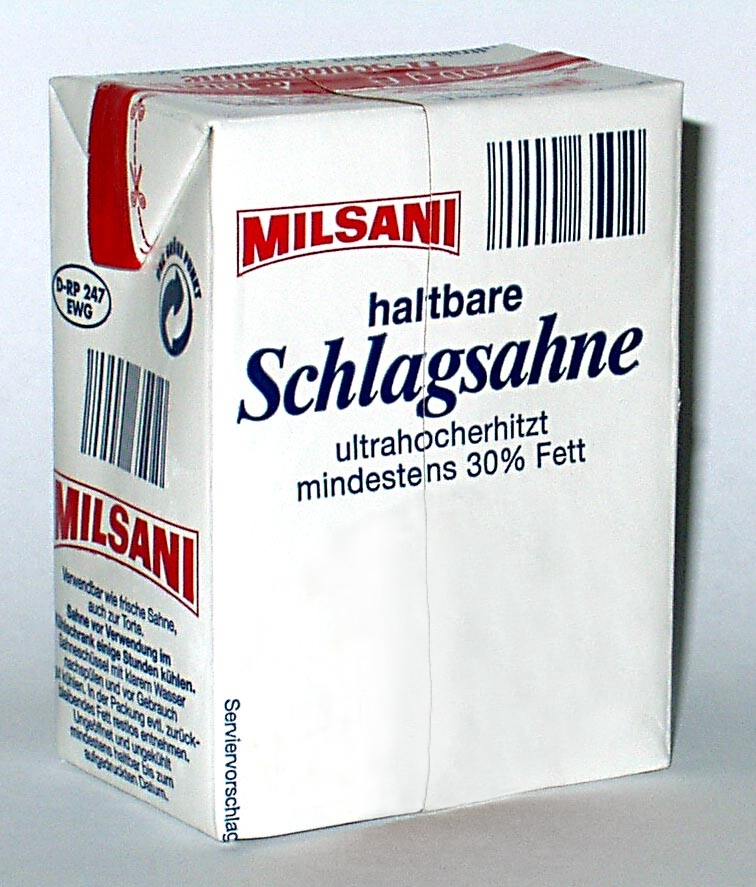
Getränkekarton mit ultrahocherhitzer Schlagsahne

Die vor allem in Deutschland gebräuchliche Bezeichnung „süße Sahne“ oder „Süßrahm“ ist volkstümlich und dient nur zur Unterscheidung von saurer Sahne. „Süße Sahne“ bezeichnet den nicht weiter verarbeiteten frischen, nur ultrahocherhitzten oder sterilisierten Rahm in verschiedenen Konzentrationen. Sie dient als Zutat für viele Speisen und Gebäcke, wird zu Schlagsahne aufgeschlagen und als Kaffeesahne zum Verfeinern von Kaffee und Tee verwendet.
Kondensmilch wird umgangssprachlich auch „Kaffeesahne“ genannt. Sie wird aber im Normalfall aus fettärmerer Milch durch Wasserentzug hergestellt und zählt nicht zu den Sahneerzeugnissen – selbst bei Fettgehalten von 10 % oder 12 % darf sie nicht als Sahne angeboten werden.
Gehandelt wird die ungesäuerte Sahne je nach ihrem Fettgehalt unter verschiedenen Namen:
- Kaffeesahne bzw. Kaffeeobers (auch Kaffeerahm oder Teesahne, selten auch Creme)[4] enthält mindestens 10 % Fett (in der Schweiz mindestens 15 %). Es ist homogen flüssig, riecht produkttypisch und hat einen reinen Obersgeschmack.
- Half-and-half mindestens 10,5 % und weniger als 18 %
- Schlagsahne (Deutschland) enthält mindestens 30 % Fett (in der Schweiz mindestens 35 %).
- Schlagobers, pasteurisiert (Österreich) hat einen Mindestfettgehalt von 36 %. Es kann zur Verhinderung der Aufrahmung und eines Fettpfropfens als Stabilisator maximal 0,2 % Carrageen (E407) enthalten. In ungeschlagenem Zustand ist es homogen flüssig-sämig. Aufgeschlagenes Schlagobers ergibt einen gleichmäßig mattglänzenden Schaum. Schlagobers riecht produkttypisch und hat einen reinen Obersgeschmack.
- Schlagobers „extra schlagfähig“ (Österreich) hat einen Fettgehalt von mindestens 36 %.
- Schlagsahne extra oder Konditorsahne (Deutschland) hat einen höheren Fettgehalt von bis zu 40 %.
- Crème double enthält mindestens 40 % Fett (in der Schweiz mindestens 45 %).

Umgangssprachlich wird Obers in Österreich häufig mit Rahm gleichgesetzt. Dabei wird es meist als Verkürzung für die drei Varianten Obers, Kaffeeobers und Schlagobers und nicht allgemein als Synonym für Rahm verwendet. Schlagsahne, die mit Zucker und Bourbonvanille versetzt ist, wird als Crème Chantilly bezeichnet.
Im Handel befindliche frische Sahne ist immer pasteurisiert. Sie hält gekühlt vier bis sechs Tage. Andere Wärmebehandlungen müssen als solche auf der Verpackung gekennzeichnet sein. Die mit der Konservierung verbundene Erwärmung bewirkt eine Veränderung des Geschmacks sowie eine Denaturierung der in der Sahne enthaltenen Proteine, wodurch das Produkt etwas bekömmlicher wird. Ultrahocherhitzte Sahne hält ungekühlt bis zu sechs Wochen, sterilisierte bis zu einem Jahr.
Ebenfalls gekennzeichnet werden müssen Stabilisatoren, die der Sahne zugesetzt werden, um ein weiteres Aufrahmen zu verhindern. Der am häufigsten verwendete Stabilisator ist Carrageen, durch den sich allerdings auch der Geschmack der Sahne verändert. Das Aufrahmen der Sahne, das sich durch eine festere Schicht an der Oberfläche der Sahne zeigt, ist nicht, wie häufig angenommen, ein Indikator für Sahne mangelnder Qualität, sondern vielmehr ein Hinweis darauf, dass die Sahne keine Stabilisatoren enthält.
Im Englischen ist der Ausdruck Half-and-half für eine Mischung aus Vollmilch und Sahne zu etwa gleichen Teilen üblich. Ein solches Produkt entspricht im Wesentlichen Kaffeesahne; nach amerikanischer Rechtsverordnung muss Half-and-half einen Fettgehalt von mindestens 10,5 % und weniger als 18 % haben.
Süße Sahne mit hohem Fettanteil – mindestens 30 % – wird deshalb Schlagsahne (bzw. Schlagrahm oder Schlagobers) genannt, weil sie sich zu einer lockeren Creme aufschlagen lässt. Dies macht man von Hand oder maschinell mit einem Rührbesen oder auch mit professionellen Geräten wie dem Sahnebläser oder dem Sahneautomaten. Geschlagene Sahne wird pur, gesüßt oder aromatisiert als Beigabe zum Kuchen genossen und dient in der Konditorei als Ausgangsprodukt für Cremes, Torten und Desserts.

## Sauermilchprodukte aus Rahm

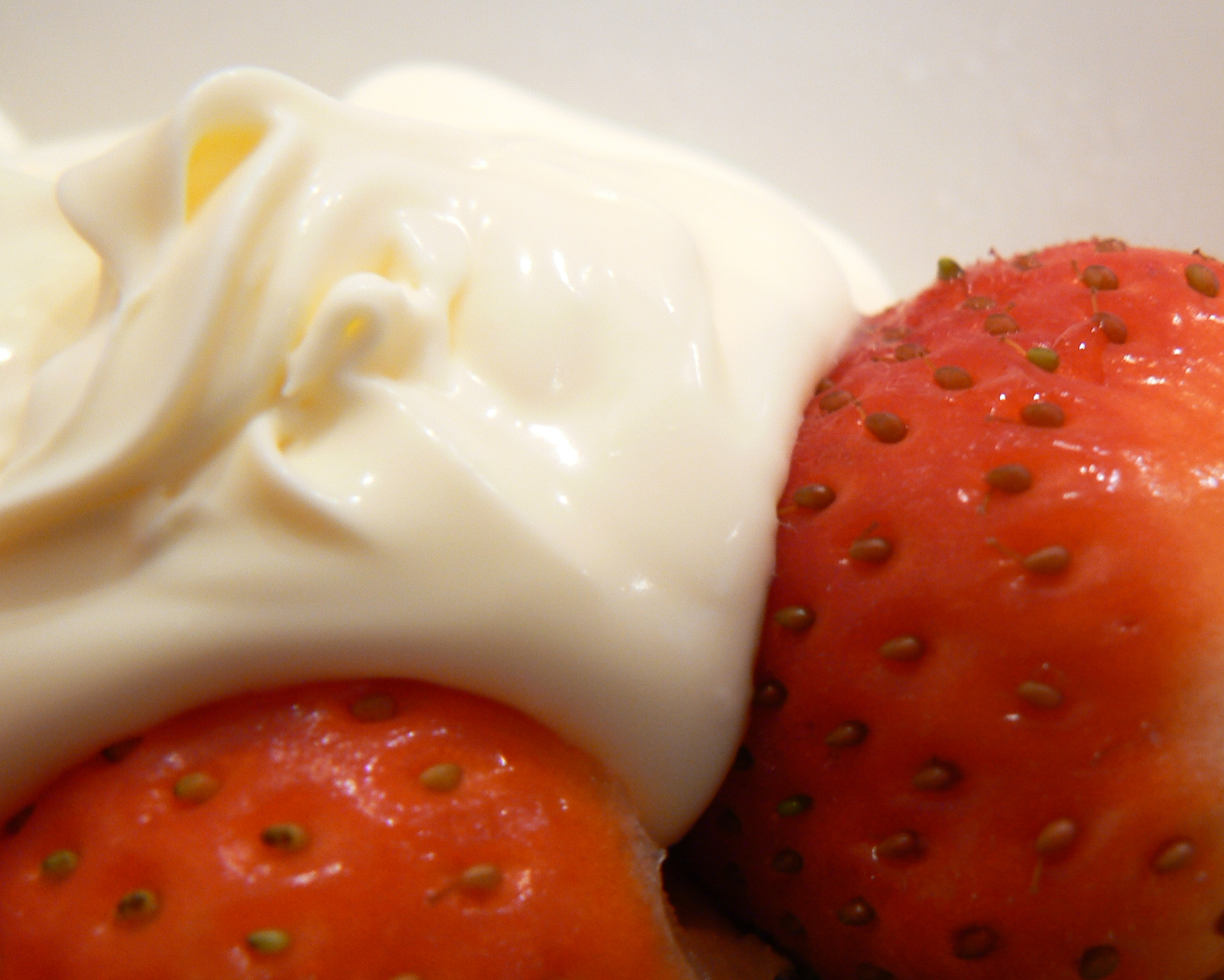
Erdbeeren mit Crème fraîche

Saure Sahne oder Sauerrahm (Crème aigre, auch Crème acidulée) ist Sahne, die mit Milchsäurebakterien versetzt wurde, wodurch sie neben einem leicht säuerlichen Geschmack eine festere, cremige Konsistenz annimmt. Zur Bindung warmer Gerichte ist saure Sahne aufgrund ihres hohen Fettgehaltes besonders geeignet, da sie nicht ausflockt. Gehandelt wird saure Sahne in verschiedenen Varianten unter diesen Namen:
- Saure Sahne, Sauerrahm enthält mindestens 10 % Fett.
- Sour Cream ([ˈsaʊ̯ə ˈkriːm] Anhörenⓘ/?), Butterfettanteil von 18–20 %.
- Crème légère ist eine fettärmere Variante der Crème fraîche mit einem Fettgehalt von meist um die 20 %.
- Schmand ist eine fetthaltigere saure Sahne mit einem Fettgehalt von meist 20–29 %. Ein Zusatz von Bindemitteln (meist Stärke) ist erlaubt.
- Crème fraîche (Crème fraîche épaisse) enthält mindestens 30 % Fett, ein Zusatz von bis zu 15 % Saccharose ist erlaubt. Crème fraîche darf nach der Fermentation nicht mehr wärmebehandelt werden.

## Etymologie

### Sahne
Die Etymologie des Wortes Sahne ist nicht gesichert. Das im Vulgärlatein vorkommende Wort sagina bedeutet „Mast, Nahrung, Fett“ und geht wohl als Lehnwort auf einen keltischen Stamm *soig-men zurück (vgl. walisisch hufen, irisch uachthar), der wohl seinerseits auf die indogermanische Verbwurzel *seuə-g- „saugen, auspressen“ zurückgeht. Über das altfranzösische Wort saime, das Rahm bedeutet, dürfte das Wort Sahne ab dem 14. Jahrhundert aus dem Niederländischen in der Provinz Brabant (dort belegt als sane) in die deutsche Sprache gekommen sein und tritt hier als typisch städtischer Ausdruck (ebenfalls in der Schreibung sane) zunächst für die verarbeitete süße Sahne auf.

### Rahm
Rahm ist neben Sahne das am weitesten verbreitete Wort für dieses Nahrungsmittel im deutschen Sprachgebiet, wobei es in den Gebieten, die auch das Wort Sahne (in Deutschland) oder Obers (in Österreich) kennen, eher für den sauren Rahm verwendet wird, wie etwa in Bayern. Rahm ist im Mittelhochdeutschen ab dem 11. Jahrhundert als roum belegt und findet sich auch im Altenglischen als rēam und im Altnordischen als rjúmi. Im Awestischen existiert außerdem noch ein Wortstamm raoɣna- „Butter“. Die weitere indogermanische Herkunft dieses Wortes liegt im Dunkeln.

### Obers
Lässt man unbehandelte Kuhmilch stehen und schöpft dann „das Obere“ ab, kommt man zum Obers.

### Nidel
Laut Duden stammt das Schweizer Wort für (Schlag)Rahm Nidel (in der Schweiz jedoch immer als Nid-le ausgesprochen) noch aus dem Mittelhochdeutschen (11.–16. Jahrhundert). Da bedeutete nidelen „absahnen“. Im Kanton Bern steht Nydle, Niidle für Rahm allgemein, in anderen Kantonen, z. B. Obwalden, nur für Schlagsahne/-rahm.